# Homonota
Homonota es un género de geckos de la familia Phyllodactylidae. Son gecos de hábitos nocturnos que se encuentran en América del Sur.

## Especies
Se reconocen las siguientes once especies:
- Homonota andicola Cei, 1978
- Homonota borellii (Peracca, 1897)
- Homonota chelemini Morando, Sánchez, Vrdoljak, Pérez, Sites & Avila, 2025[3]
- Homonota darwinii Boulenger, 1885
- Homonota fasciata (Duméril & Bibron, 1836)
- Homonota rupicola Cacciali, Ávila & Bauer, 2007
- Homonota taragui Cajade, Etchepare, Falcione, Barrasso & Álvarez, 2013
- Homonota underwoodi Kluge, 1964
- Homonota uruguayensis (Vaz-Ferreira & Sierra de Soriano, 1961)
- Homonota whitii Boulenger, 1885
- Homonota williamsii Ávila, Pérez, Minoli & Morando, 2012